# Miriam Kantorková

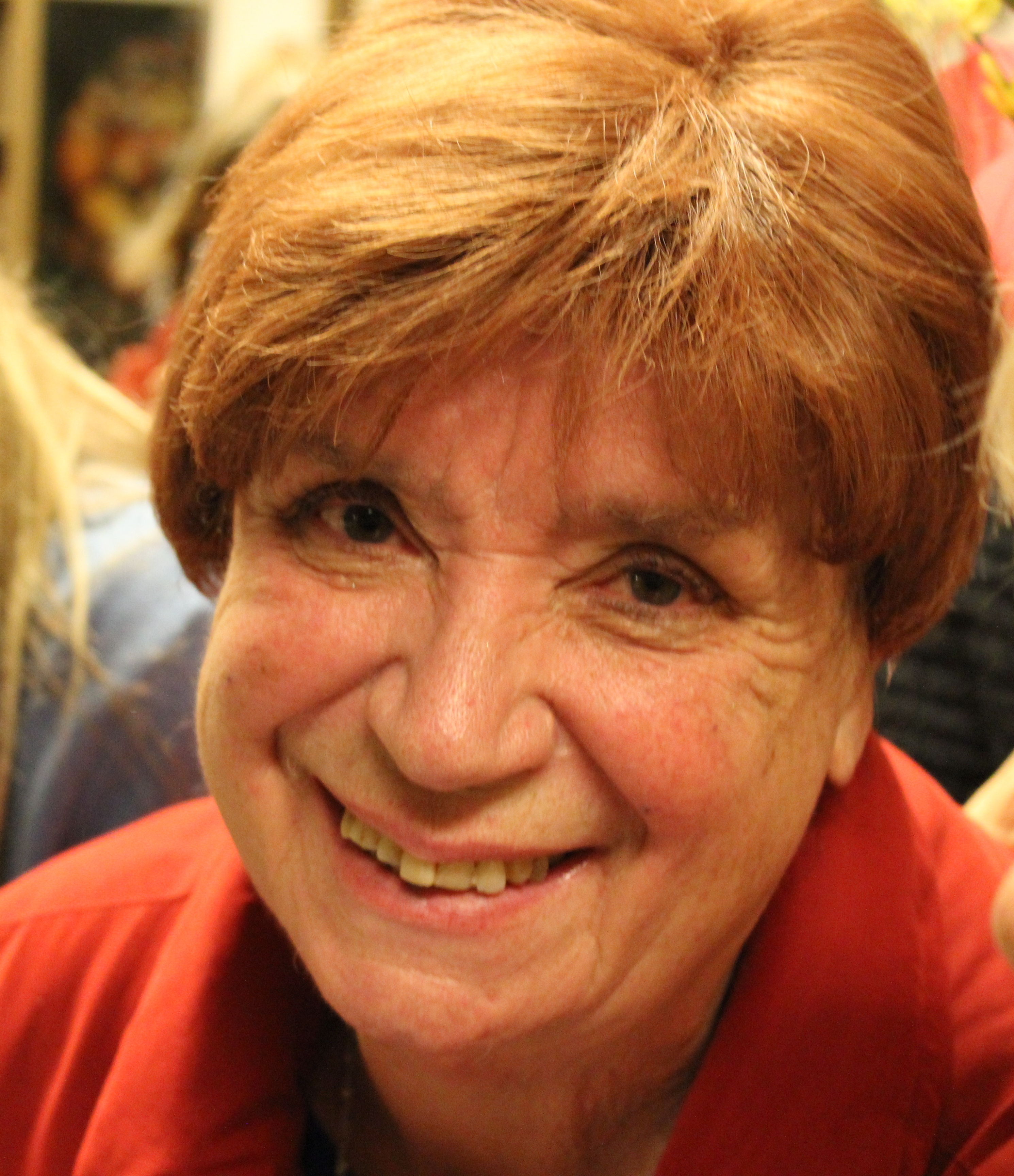
Miriam Kantorková (2014)

Miriam Kantorková (* 13. März 1935 in Prag) ist eine tschechische Schauspielerin, Sängerin und Moderatorin.
Auf Anregung ihrer Mutter studierte sie Gesang und Klavier am Konservatorium in Prag. Danach unterrichtete sie mehrere Jahre Musikpädagogik und war dann als Schauspielerin, Sängerin und Entertainerin tätig.
Dem deutschen Publikum wurde Miriam Kantorková u. a. durch ihre Rolle als Mutter von Jana Novak in den drei aufeinanderfolgenden TV-Komödien Viechereien, Oh, diese Tante und Alma schafft alle mit der Volksschauspielerin Agnes Kraus und ihren Auftritt in der TV-Serie Die Rückkehr der Märchenbraut bekannt.

## Filmografie (Auswahl)
- 1977: Viechereien (TV)
- 1978: Oh, diese Tante (TV)
- 1980: Alma schafft alle (TV)
- 1981: Schlangengift (Hadí jed)
- 1986: Wachtmeister in Nöten (Není sirotek jako sirotek)
- 1986: Zwei Dickschädel (Jsi falesný hrác)
- 1993: Die Rückkehr der Märchenbraut (Arabela se vrací) (TV)
- 1999–2001: Teuflisches Glück (Z pekla štestí)